# Rio Piraí (Bolívia)
O rio Piraí é um rio da bacia do rio Amazonas que desemboca no rio Yapacaní. Tem uma extensão de 457 quilômetros. Seu curso passa pela cidade de Santa Cruz de la Sierra, onde serve para dividir as seções municipais de Santa Cruz de la Sierra e de Ayacucho.
Tem a sua nascente da confluência dos rios Bermejo e Piojeras, nas coordenadas 18° 11' 14" S 63° 33' 34" O.
É também um grande centro turístico, já que, no verão, a população pode se banhar em suas águas por causa do calor sufocante que faz na capital. Em períodos de cheia, é muito perigoso.[carece de fontes?]

## Topônimo
O nome "Piraí" tem origem na língua tupi e significa "'água dos peixes", através da junção dos termos pirá (peixe) e  'y (água).